# مارینتال (آلمان)
مارینتال (به آلمانی: Mariental) یک شهر در آلمان است. این شهر ۱٫۱۰۳ نفر جمعیت دارد.